# Особняк

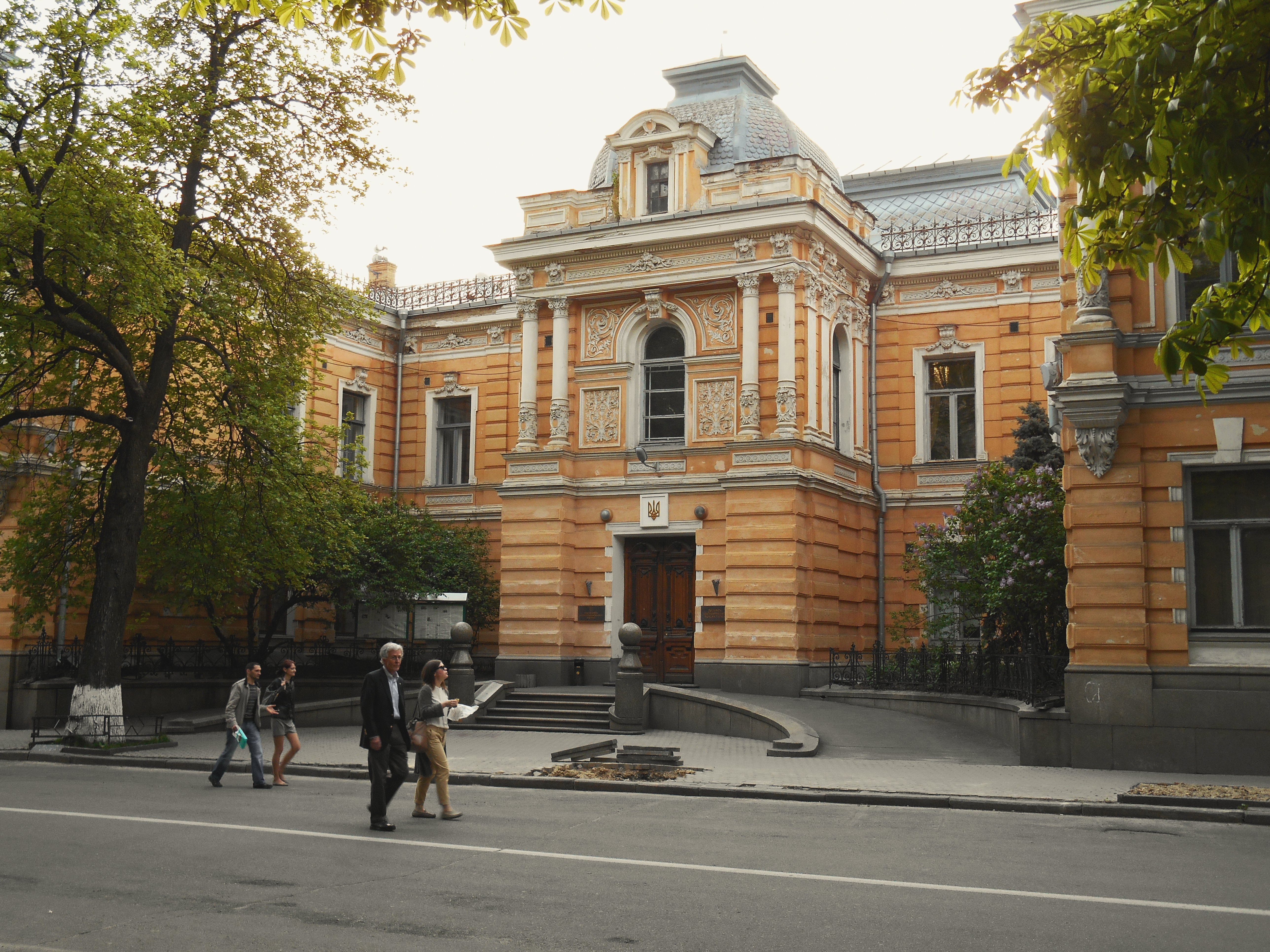
Особняк Лібермана в Києві

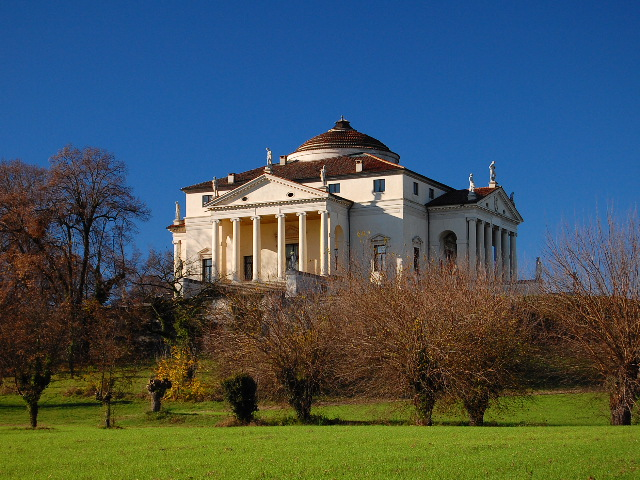
Вілла Ротонда

Особня́к — великий, часто багато декорований окремо стоячий приватний будинок, іноді палацового типу, в якому живе одна сім'я. На відміну від заміської вілли, в особняку проживають на постійній основі. Заміський особняк з прилеглими земельними угіддями в Російській імперії іменували маєтком або садибою.

## Французькі особняки
У Парижі та інших містах Франції з дореволюційних часів багатий приватний міський будинок, що окремо стоїть, який зазвичай називають не палацом (palais ), як в інших країнах, а особняком (hôtel particulier). Типовий паризький особняк від вулиці відокремлюють ґратка та двір, за будинком розташований сад. Найстарші особняки аристократії та духовенства мають середньовічні риси, основну ж їх частину датують XVII—XVIII століттями.